# PZL-5
Die PZL-5 ist ein von der staatlichen Luftfahrtindustrie (PZL) Polens entwickeltes einmotoriges Schul- und Sportflugzeug der 1930er Jahre.

## Entwicklung

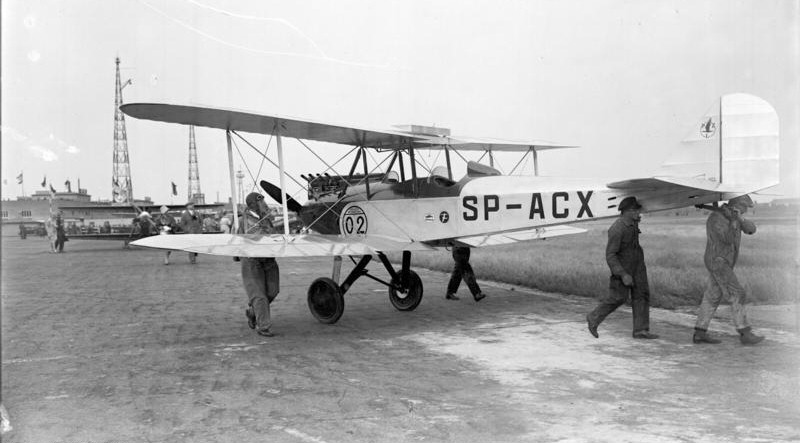
PZL-5 (SP–ACX) beim Europarundflug 1930

Ende der 1920er Jahre erhielt PZL den Auftrag, für die ersten 1927/28 entstandenen polnischen Fliegerklubs ein Anfängerschulflugzeug zu schaffen. Das Ergebnis der durch Władysław Kozłowski und Stefan Malinowski ausgeführten Konstruktion war das erste in Serie gefertigte polnische Sportflugzeug. Der mit einem Gispy-I-Motor ausgerüstete Prototyp flog erstmals im Mai 1930. Anschließend entstanden zwei speziell für den Europarundflug von 1930 aufgelegte Vorserienexemplare der PZL-5, die mit den Kennzeichen SP–ACW und SP–ACX am Wettbewerb teilnahmen, aber keine nennenswerten Platzierungen erreichten. Die kurz darauf angelaufene Kleinserienproduktion umfasste elf Maschinen des als PZL-5a bezeichneten Baumusters mit Cirrus-Mk.III-Triebwerken mit 71 kW (97 PS) Triebwerksleistung. Sie fanden in den Aeroklubs als Schul- und Sportflugzeuge Verwendung und wurden aufgrund ihrer Ähnlichkeit mit der britischen De Havilland DH.60 Moth auch als Polski Moth betitelt.
Aufgrund einer Forderung der polnischen Streitkräfte nach einem Anfängertrainer wurde 1931 ein weiterer, umgestalteter Prototyp mit einem leistungsstärkeren Gipsy II mit 89 kW (121 PS) ausgerüstet und im Juli 1932 als PZL-5bis getestet. Das Militär zeigte sich jedoch nicht zufriedengestellt und entschied sich stattdessen für die RWD-8, die gleichzeitig auch von den Fliegerklubs in der gleichen Rolle wie die PZL-5 verwendet wurde, weshalb es bei den insgesamt nur 15 gebauten Exemplaren blieb, von denen einige noch bei Beginn des Zweiten Weltkriegs im Einsatz standen.

## Aufbau
Die PZL-5 ist ein Doppeldecker und in Holzbauweise ausgeführt. Der im Querschnitt rechteckige Rumpf verfügt im Rumpf- und oberen Bereich über eine Beplankung aus Sperrholz und beim restlichen Teil über eine Stoffbespannung. Die zwei offenen und hintereinander angeordneten Pilotenplätze sind mit einem Doppelsteuer ausgerüstet. Die zweiholmigen und einstieligen Tragflächen gleicher Spannweite sind durch I-Stiele mit dem Rumpf und untereinander verbunden und mit Stoff bespannt und beiklappbar ausgeführt. Nur die unteren Tragflächen sind mit Querrudern ausgestattet. Das freitragende Leitwerk in Normalausführung ist mit Sperrholz verkleidet, wobei die Ruder wiederum mit Stoff bespannt sind. Das Dreipunkt-Heckfahrwerk ist nicht einziehbar und besteht aus den mit hydropneumatischer Dämpfung versehenen Haupträdern mit geteilter Achse und einem Hecksporn.

## Militärische Nutzer
PolenPolnische Luftstreitkräfte
 RumänienRumänische Luftstreitkräfte

## Technische Daten
| Kenngröße             | Daten                                                           |
| --------------------- | --------------------------------------------------------------- |
| Besatzung             | 1–2                                                             |
| Spannweite            | 8,40 m                                                          |
| Länge                 | 6,70 m                                                          |
| Höhe                  | 2,53 m                                                          |
| Flügelfläche          | 21,80 m²                                                        |
| Flächenbelastung      | 34,2 kg/m²                                                      |
| Leistungsbelastung    | 7,45 kg/PS                                                      |
| Leermasse             | 431 kg                                                          |
| Startmasse            | 745 kg                                                          |
| Antrieb               | ein luftgekühlter Vierzylinder-Reihenmotor de Havilland Gipsy I |
| Leistung              | 73 kW (99 PS)                                                   |
| Höchstgeschwindigkeit | 164 km/h in Bodennähe                                           |
| Reisegeschwindigkeit  | 125–130 km/h                                                    |
| Landegeschwindigkeit  | 70 km/h                                                         |
| Steigleistung         | 2,8 m/s                                                         |
| Steigzeit             | 8 min auf 1000 m Höhe                                           |
| Reichweite            | 530 km                                                          |
| Gipfelhöhe            | 3750 m                                                          |